# The Artist (Kurzfilm)
The Artist (deutsch die Künstlerin) ist ein britischer Kurzfilm von Laure Prouvost aus dem Jahr 2010. In Deutschland feierte der Film am 9. Mai 2011 bei den Internationalen Kurzfilmtagen in Oberhausen Premiere.

## Handlung
Der Film ist eine Art versuchtes Selbstporträt ohne die Porträtierte. Eine Handkamera fährt wackelig durch das Atelier der Künstlerin und fokussiert immer wieder Gegenstände, ohne allzu lange auf diesen verharren zu wollen. Unterbrochen wird die Suche ständig durch Aufnahmen einer Hand, welche zumeist Richtungsanzeigen vorgibt.

## Kritiken
„Ein Schnipsen, und sie hat uns, einfach so: dynamisch, rhythmisch, frisch, witzig, frenetisch und albern; ein völlig überdrehter Atelierbesuch aus der Hölle.“

## Auszeichnungen
Internationale Kurzfilmtage Oberhausen 2011
- Hauptpreis